# Antonio Duarte Gomes Leal

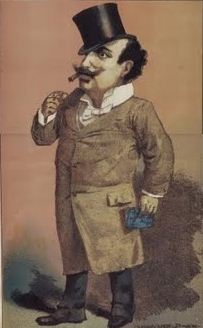
Antonio Duarte Gomes Leal, in una caricatura di Rafael Bordalo Pinheiro

António Duarte Gomes Leal (Lisbona, 6 giugno 1848 – Lisbona, 29 gennaio 1921) è stato un poeta portoghese.

## Biografia e Opera
Di ispirazione sostanzialmente eclettica e, in gioventù, schiettamente anti-religiosa. Numerose, in gioventù, le sue  collaborazioni giornalistiche, a cominciare da quelle nell'effimera serie di O espectro de Juvenal, da lui fondato, nel 1872, con alcuni amici di bohème, tra i quali Sebastiao e Jayme Magalhaes Lima (in futuro, mediatore in Portogallo, nell'ultimo decennio del XX secolo,  delle primissime edizioni in lingua portoghese di opere di Leone Tolstoj, che Lima era andato a visitare fino a Jasnaja Poljana) . Cercò, con dubbio esito, di impiantare l'occultismo nel poema elegiaco  -vedi "A Mulher de Luto", del 1902; poi sciolse furibonde tesi antisociali  -in "Teses Selvagens", del 1907- con accuse  di negazione, della possibilità di bontà negli esseri umani, le quali a momento echeggiano Hobbes ("homo homini lupus"). Tra i pochissimi suoi contemporanei a dargli credito, allato poetico e non solo, Teixeira Pascoaes  -l'eclettico fondatore del Saudasismo panico-  che nel corso degli ultimi anni d'esistenza -in miseria e pena- di Gomes Leal (che intanto, dopo la scomparsa di sua madre, era tornato alla fede cattolica, che gli permise di sostenersi moralmente senza incorrere, come non pochi suoi coetanei letterati di rango, nel suicidio), riuscì a fargli avere una pensione da parte di un nuovo e già democratico governo portoghese. 
Nell'opera variopinta e strana -di copiosissima e a volte confusa rielaborazione, di durata quasi cinquantennale- d'Antonio Gomes Leal, ecco appare come minimo comun denominatore, di una coscienza personale di vitalistico e capriccioso ma ingenuo dandy, quello del sacrificio di sicuri talenti lirici ben espressi nelle sue giovanili istantanee e ricognizioni -del cosmos naturale e umano alentejano e d'Algarve- di "Claridades do Sul" (1875), sull'altare d'incontenibili insorgenze interiori del proprio daimon emozionale  preda di continue delusioni.